# Aerofólio
Um  aerofólio (português brasileiro) ou perfil alar (português europeu) é uma secção bidimensional projetada para provocar variação na direção da velocidade de um fluido. A reação do fluido sobre o aerofólio devido a variação na quantidade de movimento é uma força (ver Lei de Newton), que será decomposta em ângulos normais a direção de seu movimento. 

Esquema das quatro forças da aerodinâmica, atuando na asa de um avião.

## Aplicações
Em aeronaves, o aerofólio é o perfil da asa, definido como uma superfície aerodinâmica que produz reações úteis ao voo. O uso do aerofólio está nas secções da asa e nas empenagens (profundor e leme). A força de sustentação, arrasto e momento são altamente dependentes do ângulo de ataque. Para grandes ângulos de ataque o aerofólio se submete ao fenômeno de Estol (Stall), onde ocorre perda da força de sustentação.  
Em automóveis o emprego de aerofólios acaba sendo essencial em carros de corrida. Devido a diferenças na velocidade de escoamento do ar sob a superfície da carroceria e na parte inferior ou assoalho do automóvel, é gerado um gradiente de pressão, resultando em zonas distintas de alta e baixa pressão, a qual pode ser intensificada com a redução da altura do veículo em relação ao solo. A diferença de pressão resultante entre as duas superfícies gera uma força de sustentação, induzindo o carro a abaixar a frente e perder aderência na rodas traseiras. Para compensar esse efeito, utiliza-se uma "asa invertida" em cima da roda traseira, cuja resultante seja uma força em direção ao solo.
Na Fórmula 1, o uso de conjuntos de asas "invertidas" montadas nas regiõed dianteira e traseira do veículo geram força de sustentação no sentido descendente, de forma a adicionar carga sobre os eixos e aumentar significativamente a aderência entre pneu e asfalto, o que resulta em maior estabilidade do carro, especialmente em curvas, permitindo contorná-las com maior velocidade quando comparado a um carro convencional. O aumento da aderência ocorre devido ao atrito, dado em função do coeficiente de atrito entre as partes (mantido constante) e a força normal resultante (aumentada com o efeito do aerofólio). A vantagem da utilização do aerofólio quando comparado a adição de massa é na diminuição da relação peso/potência. Em contrapartida, o uso de aerofólios tendem a aumentar o arrasto do carro em seções retas, ocasionando a redução da velocidade máxima veículo e dificultando ultrapassagens, o que inclusive motivou a adoção do DRS, a fim de reduzir o arrasto em zonas de ultrapassagem.

## Escoamento em torno do aerofólio
Para as partículas terem que contornar o bordo de ataque mantendo a continuidade, é necessário que exista um decréscimo na pressão local (Ver aceleração centrípeta). Como a energia em um fluido é constante (desprezando a viscosidade), para que a energia em forma de pressão (Newton/m² = Joule/m³) caia é necessário que a velocidade aumente. A relação entre os dois pode ser encontrada na Lei de Bernoulli. O aumento de velocidade no bordo superior, e o decréscimo de velocidade no bordo inferior nos induz ao conceito de Circulação (Lei de Kutta-Joukowsky). Fica evidente que bordos de ataque com grandes raios apresentarão menores depressões do que aqueles com bordos estreitos. No ponto onde ocorre a menor pressão normalmente é chamado de pico de sucção, e a intensidade do pico está correlacionada com o estol.

## Estol
Estol (português brasileiro) ou perda (português europeu) (em inglês: stall) descreve um fenômeno aerodinâmico em que o perfil perde sustentação. Quando submetido a grandes ângulos de ataque, o fluido é forçado a ir de uma região de baixíssima pressão (pico de sucção) para uma região de alta pressão (bordo de fuga). Sendo este movimento antinatural, é dado o nome de gradiente adverso de pressão. Como a única coisa que mantém o fluido indo em direção ao gradiente adverso é sua quantidade de movimento, chegará uma hora em que não existe quantidade de movimento suficiente para que o fluido continue indo nesta direção antinatural. 
Neste momento ocorre o deslocamento das partículas do fluido da superfície do aerofólio, ficando o resto do trajeto sujeito a vórtices e uma região de baixa pressão constante. O ângulo de ataque que induz esse descolamento é o ângulo de estol. Devido à bolsa de baixa pressão no extra-dorso do perfil, aparece uma grande força de arrasto e de momento. A geração de sustentação é comprometida também, apesar de existente.

## Perfil do aerofólio
Há dois tipos de perfis de aerofólio: o perfil Simétrico e o perfil assimétrico. O perfil Simétrico pode ser dividido por uma linha reta gerando assim duas metades iguais. Já o perfil Assimétrico não pode ser divido por uma linha reta e também não gera duas partes iguais. O perfil simétrico é utilizado exatamente onde é necessário que o comportamento do fólio seja simétrico, ou seja, na empenagem (leme e profundor) do avião. O perfil assimétrico ou arqueado produz uma sustentação e momento maior, e o arrasto é diminuído. Esse perfil é muito adequado para a asa. O limitante será o momento, que em determinado ponto irá impactar na empenagem (o avião terá grande tendência a picar - apontar para baixo)

## Benefícios nos automóveis de passeio
Aerodinamicamente, em carros de passeio que trafegam a baixas velocidades, o uso de aerofólios não apresenta vantagem significativa, devido a baixa relação de força de sustentação/peso, pois tais dispositivos aerodinâmicos são projetados e limitados para faixas de velocidade onde ocorra influência da força de sustentação na estabilidade do veículo, sendo mais utilizada para benefícios estéticos.
Veículos esportivos e luxuosos,.que alcançam velocidades maiores tendem a adotar aerofólios como soluções de segurança, afim de aumentar a estabilidade do automóvel em situações de alta velocidade. Além da geração de sustentação aerodinâmica, alguns carros utilizam tais superfícies também como freios aerodinâmicos, reduzindo o ângulo de ataque de forma a aumentar a área frontal e gerar arrasto afim de reduzir a velocidade e o esforço do sistema de freios.